# Musée d'Art Murauchi
Le musée d’Art Murauchi (村内美術館, Murauchi Bijutsukan) est une fondation privée d'art moderne située à Hachiōji (Tokyo) qui rassemble et expose des peintures françaises produites aux XIXe et XXe siècles.

## Histoire du lieu
Ce lieu a été fondé par Michimasa Murauchi, qui a fait fortune dans la fabrication de meubles. La collection du musée reflète le goût personnel de Murauchi, qui au fil des années, a commencé à rassembler en particulier des œuvres de l'école de Barbizon. Ici, la collection diffère des autres musées d'Art privés japonais, car l'accent est mis sur l'art occidental moderne, avec une forte propension d'œuvres appartenant aux courants impressionniste et post-impressionniste. L'ouverture du musée est effective en novembre 1982 : Murauchi Michimasa ouvre alors au public sa collection privée.

## La collection
Le musée comprend plusieurs salles contenant des huiles sur toile, essentiellement des paysages et des portraits.
La première partie de la collection présente des tableaux de Théodore Rousseau, Charles-François Daubigny, Jean-Baptiste Camille Corot, Gustave Courbet, Jean-François Millet, Constant Troyon, Charles-Émile Jacque et Jules Dupré. 
On trouve également des toiles de Narcisse Díaz de la Peña, Alexandre-Gabriel Decamps, Adolphe Monticelli et William Adolphe Bouguereau.
Une salle contient des toiles rattachées à l'impressionnisme, par exemple d'Eugène Boudin, Camille Pissarro, Edgar Degas, Pierre-Auguste Renoir et Mary Cassatt. Concernant l'école de Paris, des travaux de Marc Chagall, Marie Laurencin et Moise Kisling sont représentés.
En mars 2013, Le Chêne de Flagey de Courbet est acquis par le musée Courbet.